# Sœurs de la Présentation de la Bienheureuse Vierge Marie
Ne doit pas être confondu avec Sœurs de la Présentation de Marie ou Vierges de la Présentation de la Bienheureuse Vierge Marie.
Les Sœurs de la Présentation de la Bienheureuse Vierge Marie (en latin : Congregatio Sororum a Praesentatione Beatae Mariae Virginis) sont une congrégation religieuse féminine enseignante de droit pontifical. 

## Histoire
Entre 1746 et 1771, Nano Nagle (1718-1784) ouvre sept écoles à Cork pour venir en aide aux jeunes irlandaise pauvres. Elle demande l'aide des ursulines françaises mais la clôture religieuse imposée aux religieuses rend leur travail difficile. Nano songe alors à fonder un nouvel institut, appelé sœurs de l'instruction charitable du Sacré-Cœur, inspiré d'une congrégation du même nom fondée à Paris par Jean-Jacques Olier. La fondatrice et trois autres aspirantes commencent le noviciat le 24 décembre 1775 et prennent l'habit religieux le 24 juin 1776. Elles prononcent leur vœux le 24 juin 1777 en présence de John Butler, évêque de Cork. Nano est élue supérieure générale le 8 septembre 1778.
Leur apostolat s'étend bientôt aux soins des malades. En 1783, elles changent leur nom en sœurs de la Présentation de la Bienheureuse Vierge Marie et ouvrent un hospice pour les personnes âgées pauvres. L'œuvre de Nagle est appréciée et soutenue financièrement par Edmond Rice, qui s'est inspiré de son institut lorsqu'il fonde les frères chrétiens et les frères de la Présentation.
L'institut est approuvé pour la première fois par le pape Pie VI par un bref du 3 septembre 1791 en tant que congrégation à vœux simples. Le 9 avril 1805, le pape Pie VII accorde aux sœurs de la Présentation un nouveau décret d'approbation, mais elles deviennent moniales avec clôture religieuse et vœux solennels de pauvreté, d'obéissance, chasteté avec pour but l'éducation des filles pauvres, et interdiction de soigner les malades à domicile.
Les monastères des sœurs de la Présentation, tous autonomes, se répandent dans de nombreux pays anglo-saxons et commencent bientôt à se fédérer, donnant naissance à de nouvelles congrégations indépendantes. Par décret du 25 juin 1976, la congrégation des religieux autorise l'union de 17 groupes et 4 maisons autonomes de sœurs de la Présentation. Le décret est promulgué le 19 juillet 1976 avant le chapitre général de l'Union. La congrégation continue de croître grâce à la fusion d'autres groupes de sœurs de la Présentation.

## Activités et diffusion
Les sœurs de la Présentation se consacrent à l'enseignement.
Elles sont présentes en:  
- Europe : Irlande, Royaume-Uni, Slovaquie.
- Amérique : Canada, Chili, Équateur, États-Unis, Pérou.
- Afrique : Zambie, Zimbabwe.
- Asie : Inde, Pakistan, Philippines, Cambodge, Thaïlande.
- Océanie : Nouvelle-Zélande.

La maison-mère est à Monasterevin dans le comté de Kildare.
En 2017, la congrégation comptait 1174 sœurs dans 251 maisons.